# Маргарита III (графиня Фландрии)
Маргарита Дампьер или Маргарита Мальская (фр. Marguerite III de Flandre; нидерл. Margaretha van Male; 13 апреля 1350 — 16/21 марта 1405) — графиня Фландрии под именем Маргарита III, графиня Невера под именем Маргарита I с 1384 года, Ретеля под именем Маргарита I в 1384—1402 годах, пфальцграфиня Бургундии и графиня Артуа под именем Маргарита II с 1384 года из династии Дампьер.

## Биография
Дочь Людовика II Мальского и Маргариты, дочери Жана III, герцога Брабанта. В 1357 году Маргарита семилетней девочкой была выдана замуж за герцога Бургундского Филиппа, но спустя 4 года стала вдовой.
Вторым её мужем в 1369 году стал новый герцог Бургундский Филипп II Смелый, сын короля Франции Иоанна Доброго. Благодаря этому династическому браку Фландрия и Франш-Конте стали частью Бургундии.
Согласно хронистам, герцогиня никогда не была внешне привлекательной. Когда король Карл VI впал в безумие, Маргарита с мужем прочно обосновались в Париже. Будучи «жесткой и высокомерной дамой», с помощью Королевского совета она приобрела над королевой Изабеллой абсолютную власть. Она командовала и управляла королевой, никто не мог получить доступа к ней и говорить с нею, кроме как через герцогиню и с ее дозволения. Она ожесточенно преследовала советников короля, которые когда-то оттеснили от власти ее мужа, и грозила «безотлагательно казнить их позорной казнью».
Умерла 16 марта 1405 года в Аррасе и была похоронена в соборной церкви Сен-Пьер де Лилль, которая была разрушена во время революции. Во втором браке родились:
1. Жан Бесстрашный (1371—1419), следующий герцог Бургундский;
2. Карл (1372—1373)
3. Маргарита (1374—1441), супруга Вильгельма IV, графа Эно, Голландии и Зеландии;
4. Людовик (1377)
5. Екатерина (1378—1425), супруга герцога Леопольда IV Австрийского;
6. Бонна (1379—1399), помолвлена с Жаном де Бурбоном;[2]
7. Мария (1380—1428), супруга герцога Амадея VIII Савойского
8. Антуан (1384—1415), граф Ретеля, затем герцог Брабантский;
9. Филипп (1389—1415), граф Невера и Ретеля.